# Nerf splanchnique pelvien
Les nerfs splanchniques pelviens ou nerfs érecteurs sont des nerfs splanchniques qui naissent des nerfs spinaux sacrés S2, S3, S4 pour fournir une innervation parasympathique aux organes de la cavité pelvienne.

## Structure
Les nerfs splanchniques pelviens naissent des branches antérieures des nerfs spinaux sacrés S2, S3 et S4 et pénètrent dans le plexus sacral,,. Ils se dirigent vers le plexus hypogastrique inférieur correspondant de leur côté, situé bilatéralement sur les parois du rectum,. Ils contiennent à la fois des fibres parasympathiques préganglionnaires ainsi que des fibres afférentes viscérales. Les fibres afférentes viscérales vont à la moelle épinière en suivant le chemin des fibres nerveuses splanchniques pelviennes.
Le système nerveux parasympathique est appelé sortie cranio-sacrée. Les nerfs splanchniques pelviens constituent la composante sacrée. Ils se situent dans la même région que les nerfs splanchniques sacrés, qui naissent du tronc sympathique et fournissent des fibres efférentes sympathiques.

## Fonction
Les nerfs splanchniques pelviens contribuent à l'innervation des organes pelviens et génitaux. Les nerfs régulent la vidange de la vessie, contrôlent l'ouverture et la fermeture du sphincter urétral interne, influencent la motilité du rectum ainsi que les fonctions sexuelles comme l'érection,.
Dans le tiers distal du côlon transverse, et à travers le sigmoïde et le rectum, et le col de l'utérus chez les femmes, les nerfs splanchniques pelviens assurent la fonction parasympathique, y compris la transmission de la sensation de douleur. Les 2/3 proximaux du côlon transverse et le reste du tractus gastro-intestinal proximal sont alimentés en fibres parasympathiques par le nerf vague.

## Signification clinique
Les lésions des racines nerveuses spinales sacrées peuvent provoquer un dysfonctionnement neurogène de la vessie et une incontinence fécale.

## Société et culture
Les nerfs splanchniques pelviens sont présentés comme un point clé de l'intrigue dans « Parasites Lost », un épisode de 2001 de la comédie télévisée d'animation américaine Futurama. Lorsque le protagoniste Philip J. Fry est infecté par des vers parasites, le reste de l'équipage utilise des micro-droïdes pour entrer dans son corps avec l'intention de chatouiller le ganglion splanchnique pelvien pour déclencher un mouvement intestinal convulsif qui, selon eux, expulsera les vers .